# Kniha roku Lidových novin 2013
Kniha roku Lidových novin 2013 je 23. ročník od obnovení ankety Lidových novin o nejzajímavější knihu roku 2013 (do ankety jsou také započítány hlasy pro knihy vydané koncem roku 2012). V anketě hlasovalo 239 z celkových více než 400 oslovených osobností a se 14 hlasy zvítězila básnická sbírka Zimní dvůr Bohdana Chlíbce. Hlasování se uzavřelo 2. prosince 2013 a výsledky ankety vyšly ve zvláštní příloze Lidových novin 14. prosince 2013.
Anketní otázka byla mimořádně k 120. výročí vzniku Lidových novin rozšířena také o dotaz na knihu vydanou v uplynulých 120 letech, která respondenta nejvíce ovlivnila, či nejsilněji zasáhla.

## Výsledky
1. Bohdan Chlíbec: Zimní dvůr – 14 hlasů
2. Emil Hakl: Skutečná událost – 11 hlasů
3.–4. Timothy Snyder: Krvavé země: Evropa mezi Hitlerem a Stalinem, překlad Petruška Šustrová – 9 hlasů
3.–4. Zbyněk Hejda: Básně – 9 hlasů
5.–8. Jan Vladislav: Otevřený deník – 8 hlasů
5.–8. Jana Šrámková: Zázemí – 8 hlasů
5.–8. Jiří Padevět: Průvodce protektorátní Prahou – 8 hlasů
5.–8. Jiří Suk: Politika jako absurdní drama. Václav Havel v letech 1975–1989 – 8 hlasů
9.–12. Florian Illies: 1913. Léto jednoho století, překlad Tomáš Dimter – 7 hlasů
9.–12. Ivana Myšková: Nícení – 7 hlasů
9.–12. Karel Satoria, Marek Vácha: Život je sacra zajímavej – 7 hlasů
9.–12. Petr Borkovec: Milostné básně – 7 hlasů
13.–15. Bohumil Doležal: Karel Havlíček. Portrét novináře – 6 hlasů
13.–15. Vratislav Effenberger: Republiku a varlata – 6 hlasů
13.–15. Milan Uhde: Rozpomínky. Co na sebe vím – 6 hlasů
16.–17. Lukáš Přibyl, Michal Plzák: Zapomenuté transporty – 5 hlasů
16.–17. Ivan Martin Jirous: Úloža – 5 hlasů